# Ronnie Allen
Pour les articles homonymes, voir Allen.
Ronald Allen, né le 15 janvier 1929 à Fenton (Angleterre), mort le 9 juin 2001 à Great Wyrley (Angleterre), était un footballeur anglais qui évoluait au poste d'Avant centre à West Bromwich Albion et en équipe d'Angleterre. Après sa carrière de joueur, Allen est devenu entraîneur.
Allen a marqué deux buts lors de ses cinq sélections avec l'équipe d'Angleterre entre 1953 et 1954.

## Carrière de joueur
- 1946-1950 : Port Vale
- 1950-1961 : West Bromwich Albion
- 1961-1965 : Crystal Palace

## Palmarès

### En équipe nationale
- 5 sélections et 2 buts avec l'équipe d'Angleterre entre 1953 et 1954.

West Bromwich Albion FC
- Vice-Champion du Championnat d'Angleterre de football (1):
  - 1954.
- Meilleur buteur du Championnat d'Angleterre de football (1) :
  - 1955: 27 buts.
- Vainqueur de la FA Cup (1) :
  - 1954.

- Vainqueur de la Charity Shield en 1954.

## Carrière d'entraîneur
- 1966-1968 : Wolverhampton Wanderers  Angleterre
- 1969-1971 : Athletic Bilbao  Espagne
- 1972-1973 : Sporting Portugal  Portugal
- 1973 : Walsall FC  Angleterre
- 1977 : West Bromwich Albion  Angleterre
- 1977-1978 :  Arabie saoudite
- 1980 : Panathinaïkos  Grèce
- 1981-1982 : West Bromwich Albion  Angleterre